# 아일랜드 인 더 선
아일랜드 인 더 선(Island In The Sun)은 미국에서 제작된 로버트 로즌 감독의 1957년 드라마 영화이다. 제임스 메이슨 등이 주연으로 출연하였고 대릴 F. 자눅 등이 제작에 참여하였다.

## 출연

### 주연
- 제임스 메이슨
- 조안 폰테인

### 조연
- 도로시 댄드릿지
- 조안 콜린스
- 마이클 레니
- 해리 벨라폰테

## 제작진
- 미술: 존 디커
- 의상: 데이빗 폴크스